# Marie Balmary
Marie Balmary és una psicoanalista francesa, nascuda a la Bretanya i instal·lada a París, dedicada tant a la pràctica professional de la psiquiatria com a la recerca.
Deixebla de Jacques Lacan, va donar-se conèixer a la dècada de 1970 per la seva relectura del complex d'Èdip descrit per Sigmund Freud. En el seu treball, Balmary intentà recuperar la història del pare d'Èdip, Lai, segons el relat mitològic i l'etimologia del llenguatge, a més de relacionar el complex i la seva descripció freudiana amb la història de la pròpia família de Freud. Les seves conclusions, publicades a L'homme aux statues. Freud et la faute cachée du père (1979), van ser rebutjades per molts dels seus col·legues, fet que va provocar la seva sortida de la Universitat de La Sorbona.
Va prosseguir el seu treball publicant estudis interdisciplinaris en els quals busca els punts de trobada entre la psicoanàlisi, les religions, la Bíblia, la mitologia (especialment la grega) i altres relats fonamentals de la civilització occidental. Defensora de la necessitat de la dimensió transcendent de la persona, ha expressat les seves conviccions en llibres com Freud fins a Déu (2010) i en una de les seves obres més conegudes, El monjo i la psicoanalista (2005), fruit de les seves converses amb Marc-François Lacan, germà petit de Jacques Lacan i monjo benedictí.
L'obra de Marie Balmary ha estat donada a conèixer en català i en castellà per Fragmenta Editorial. Andreu Trilla ha traduït diversos llibres de Marie Balmary del francès al català.

## Obres
- 1979 : L'homme aux statues. Freud et la faute cachée du père
- 1986 : El sacrifici prohibit. Freud i La Bíblia (Le sacrifice interdit. Freud et la Bible), edició catalana per Fragmenta Editorial, 2018. ISBN 978-84-15518-81-5
- 1993 : La divine origine. Dieu n'a pas créé l'homme, edició catalana per Fragmenta Editorial, 2008, L'origen diví, ISBN 978-84-92416-12-7
- 1999 : Abel ou la traversée de l'Eden
- 2001 : Je serai qui je serai
- 2005 : El monjo i la psicoanalista (Le moine et la psychanalyste), edició catalana per Fragmenta Editorial, 2007. ISBN 978-84-92416-76-9
- 2010 : Freud hasta Dios (Freud jusqu'à Dieu), edició catalana per Fragmenta Editorial, 2011. ISBN 978-84-92416-44-8
- 2012 : (amb Daniel Marguerat) Anirem tots al paradís. El judici final en qüestió, edició catalana per (Nous irons tous au paradis) Fragmenta Editorial, 2013. ISBN 978-84-92416-78-3